# 국가원수의 재량권
국가원수의 재량권(Reserve power)은 국가원수(head of state)가 의회 등 다른 국가기관의 간섭없이 혼자서 결정할 수 있는 권한을 말한다.

## 영국
영국 여왕은 다음과 같은 재량권을 혼자서 결정해 행사한다.
- 의회 결의안에 대한 거부권
- 의회해산권
- 총리임명권, 총리선택권, 총리해임권
- 의회소집권, 의회정회권
- 군작전권
- 장관임명권, 장관해임권
- 장교임관권
- 여권발급권, 여권취소권
- 유능한 변호사들에 대한 왕실 고문(en:Queen's Counsel) 임명권
- 주교임명권
- 훈장수여권
- 은사권
- 전쟁선포권, 평화선포권
- 군대 해외 배치권
- 조약체결권, 조약비준권
- 법률안 거부권

## 같이 보기
- 권력 분립
- 웨스트민스터 체제
- 유진 포시
- 허버트 에바트